# Trzy ciała Buddy

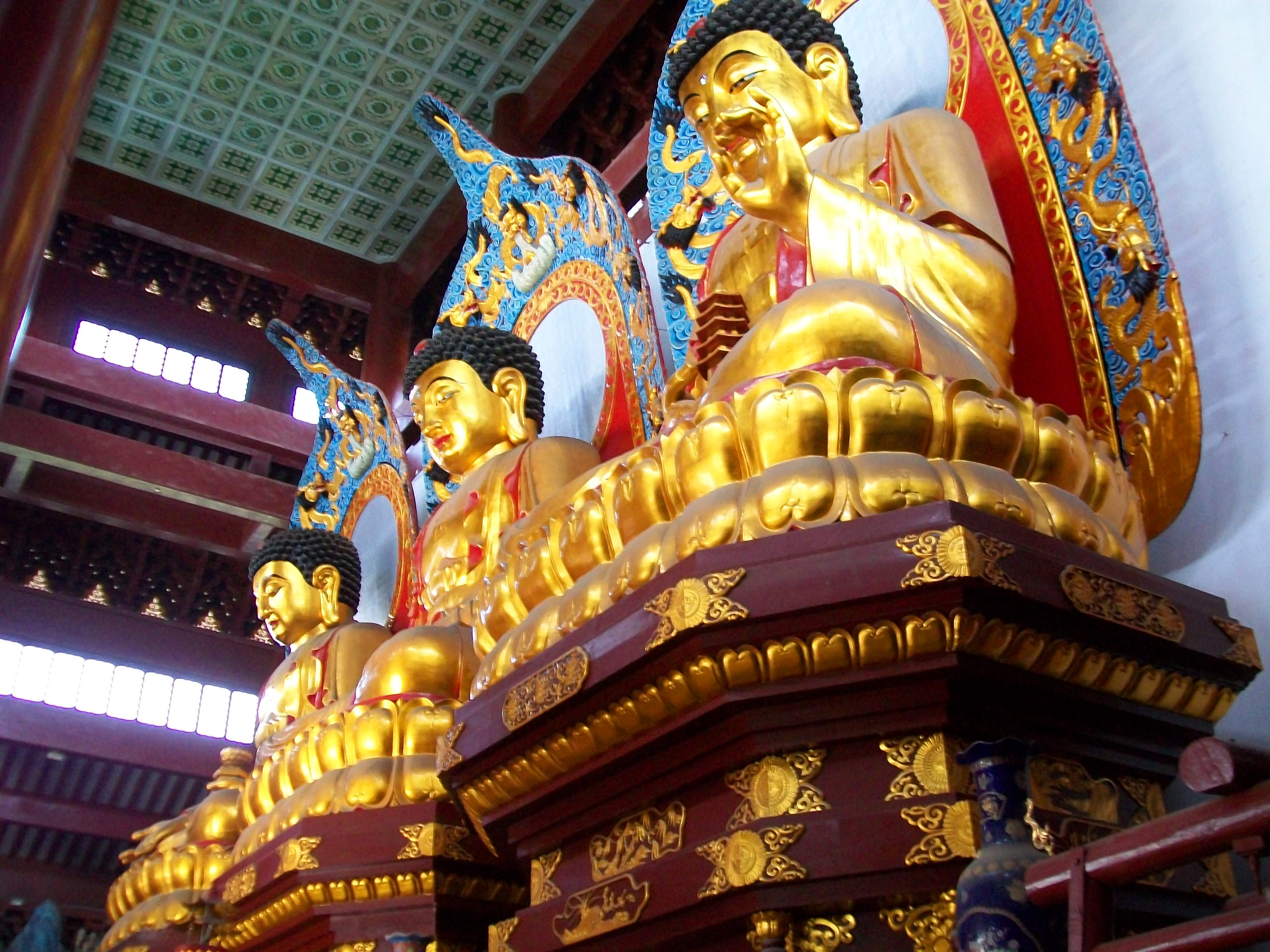
Trzy posągi symbolizujące trzy ciała Buddy w świątyni "Dharma Flower Temple", Huzhou, Zhejiang, Chiny.

Trzy ciała Buddy (zwane również jako trzy kaje Buddy; skt. trikaya, buddhakaya) – podział stanu Buddy stosowany w mahajanie. Synonim „Doskonałego Oświecenia” (skt. Anuttarā Samyak Saṃbodhi), tj. ostatecznego rezultatu, do którego prowadzi mahajana.

## Charakterystyka[1]

### Definicja
Trzy ciała Buddy to:
1. dharmakaja
2. sambhogakaja
3. nirmanakaja

W niektórych klasyfikacjach wyróżnia się ponadto dodatkowe ciała Buddy, jako uzupełniające. Oprócz wyżej wymienionych są to: svabhavikakaja, wadżrakaja. Oprócz tego stosowany jest termin rupakaja oznaczający z sanskrytu „Ciało Foremne”, którym są sambhogakaja i nirmanakaja.

### Dharmakaja
Ciało Dharmy, ostatecznego prawa, mądrość. Wszystko obejmująca, nigdy nieustająca „takość”, istota i podstawa wszystkiego, nigdy nie powstała, ani niestworzona i nieuwarunkowana przez przyczyny i warunki.
8 cech dharmakai:
1. identyczność dla wszystkich Buddów
2. dogłębność poznania, poza konceptualnymi barierami
3. nieustające trwanie, nieuwarunkowane przez przyczyny i warunki
4. homogeniczność, ta sama wszystko obejmująca, istota i podstawa wszystkiego
5. nieomylność, bezbłędność poza skrajnościami istnienia i nieistnienia
6. nieskalaność, poza błędami i złudzeniami
7. świetlistość, niekonceptualna „takość”
8. podstawa sambhogakai

### Sambhogakaja
Ciało „radości” manifestujące się dla pożytku bodhisattwów znajdujących się na 10 poziomach
(skt. Bhumi) Ścieżki.
8 cech:
1. otoczenie, Bodhisattwowie znajdujący się na 10 poziomach (skt. Bhumi) Ścieżki
2. miejsce, „czyste krainy Buddów”
3. forma, postać jaką ma budda Wajroczana
4. znaki, 32 główne i 80 pomniejsze znaki wyglądu formy (ciała)
5. nauczanie, doskonała, wolna od błędów mahajana
6. uczynki, oświecone doskonałe czyny
7. spontaniczność, wszystko spełniająca i bezwysiłkowa
8. nieposiadająca własnej istoty, gdyż podstawą jej jest dharmakaja

### Nirmanakaja
Ciało emanacji, manifestujące się dla pożytków wszystkich rodzaju czujących istot o mniej lub bardziej korzystnej zasłudze, nawet w piekłach. W buddyzmie wadżrajany mistrzowie mogą odradzać się w ludzkim ciele emanacji jako Duchowi Przewodnicy (tybetańscy Tulku), jednakże kompletne „ciało” nirmanakai ze wszystkimi cechami zamanifestował Siakjamuni Budda.
8 cech:
1. podstawa, jaką jest dharmakaja
2. przyczyna, współczucie dla wszystkich czujących istot
3. miejsce, czyste i nieczyste krainy
4. trwanie, nieprzerwane dopóki istnieje Samsara
5. charakter, 3 rodzaje emanacji: twórcze jako np. artyści, emanacje w zwykłych ciałach, doskonałe ciało nirmanakai o 12 czynach
6. inspirowanie, naucza czujące istoty. by osiągnęły nirwanę
7. osiąganie dojrzałości, prowadzi czujące istoty do doskonałej dojrzałości duchowej
8. wyzwalanie, wyzwala czujące istoty

12 czynów:
1. odrodzenie w świecie po przebywaniu w niebiosach Tushita
2. zajęcie miejsca w łonie (matki)
3. narodziny w naszym świecie
4. opanowanie mistrzostwa w światowych naukach i dyscyplinach
5. radość z przyjemności dostatku i towarzystwa przyjaciółek
6. wyrzeczenie się świata i światowych celów
7. ascetyczne wysiłki
8. udanie się do miejsce oświecenia pod drzewem Bodhi
9. pokonanie armii negatywnych mocy
10. osiągnięcie doskonałego oświecenia
11. obrócenie kołem Dharmy
12. zamanifestowanie Nirwany

### Funkcje trzech ciał Buddy

#### Charakterystyka
1. dharmakaja jest dla własnego pożytku, całkowite unicestwienie 2 zasłon (zasłon wyzwolenia i zasłon wszechwiedzy), „ciało bezforemne”
2. ciała „foremne”: sambhogakaja i nirmanakaja są dla pożytku wszystkich czujących istot, całkowite nagromadzenie zasług

Przyczyny zaistnienia Ciał Formy: sambhogakaja i nirmanakaja:
1. emanacje z dharmakai
2. zdolności i możliwości istot, dla których manifestują się emanacje
3. modlitwy i życzenia, aby osiągnąć i zamanifestować emanacje

#### Opis
W terminologii mahajany stan braku niewiedzy to trikāya: dharmakaja, sambhogakaja, nirmanakaja. Stan ten jest opisywany przykładem mitycznego „Wszystko-spełniającego Klejnotu” dla istot uwarunkowanych. Budda pomimo odejścia w stan nirwany pojawia się istotom niczym „Wszystko-spełniający Klejnot”, czyli odmiennie w zależności tylko od ich zdolności i poziomów zrealizowania. Dla bodhisattwów na dziesięciu stopniach zrealizowania (sanskryt bhumi) jest sambhogakają w ich „Czystych Krainach”, a dla „czujących istot” przebywających w sansarze jest ich nirmanakają. Nie można w danym momencie ustalić, który ze stanów Buddy jest prawdziwy, a który jedynie wydający się. Jakiekolwiek przejawienie Buddy zależy jedynie od zdolności i możliwości, czyli subiektywnej percepcji (dualizmu „postrzegającego i postrzeganego”) danej „czującej istoty”, oraz od modlitwy i duchowego życzenia danej „czującej istoty” (stanów konceptualnych).
Dla przykładu według buddyzmu tybetańskiego Budda pojawiał się mahasiddhom indywidualnie jako ich dany jidam, w czasach historycznych jako Siakjamuni w szatach mnisich, a jako niehistoryczny budda dla bodhisattwów, np. by przekazać sutrę lotosu. Dla innych buddów Budda jest natomiast dharmakają, poza wszelką uwarunkowaną percepcją, poza wszelkimi punktami odniesienia.
Śantideva (VIII w n.e) opisuje to w „Przewodniku na Ścieżce Bodhisattwy” (sanskryt Bodhisattvacaryāvatāra), wers 35, następująco:
| Tak jak Wszystko-spełniający Klejnot i Wszystko-spełniające Drzewo całkowicie spełniają wszystkie pragnienia, Takie i jest przejawianie się Zwycięzców (tłum. Buddów) dla czujących istot, z powodu ich aspiracji (zdolności) by być prowadzonym na ścieżce (tłum. dopóki same nie osiągną stanu „trzech ciał Buddy”) |

W mahajanie opisane jest, że każdy może osiągnąć trzy ciała buddy. Tym niemniej możliwe to będzie, jeżeli, jako bodhisattwa, praktykuje się postawę bodhiczitta oraz właściwe zrozumienie rzeczywistości (zgodne z naukami o „pustości” siunjata i naturze Buddy). Dzieje się to poprzez sześć paramit. Zbiera się w ten sposób stopniowo nagromadzenie tzw. zasługi (dobroczynnego potencjału) i transcendentnej mądrości. Jednak tradycyjna mahajana podkreśla, że taka praktyka winna zająć czas trzech niezliczonych okresów (skt. kalpa) podczas kolejnych odrodzeń (reinkarnacji) bodhisattwy. Czyni to owe zrealizowanie jako raczej czysto teoretyczne. Dopiero w tantrach jogi najwyższej (i w innych tantrach związanych z dzogczen) zaczęto opisywać, że zrealizowanie trzech ciał Buddy możliwe jest w ciągu życia osoby je praktykującej.

## Doktryny na temat trzech ciał Buddy
Prasangika, najbardziej ceniona doktryna buddyzmu tybetańskiego, wykazuje wszelkie podziały „prawdy” jako odnoszące się tylko do poziomu konwencjonalnego, czyli złudnego, tylko wydającego się (konceptualnie). Poziom ostateczny można zrealizować tylko poza-konceptualnie, przekraczając wszelkie owe podziały. Wszystkie punkty odniesienia, takie jak: istnienie, nie-istnienie, zarówno istnienie i nie-istnienie, ani istnienie i ani nie-istnienie, winny być przekroczone. Prawda ostateczna, czyli całkowity wgląd współzależności wszystkich zjawisk, niemożliwa jest do uchwycenia w żadnym ze stanowisk. Wszelkie podziały owego stanu ostatecznego, np. na „trzy ciała Buddy”, są jedynie dydaktyczne, a nie dogmatyczne. Prasangikę odróżnia od innych doktryn to, że obala autonomiczne stanowiska (sanskryt. svatantra) wszelkich doktryn, poprzez doprowadzenie do absurdu w strategii reductio ad absurdum inaczej zwanej z sanskrytu „prasanga”.
W swatantrice rozpatruje się tę kwestię użyteczności iluzji (sansary), tj. prawdy konwencjonalnej. Użyteczności jednak jedynie do czasu, aż zostanie wszelka iluzja (niewiedza) przekroczona, niczym lek,
zręczny środek (sanskryt. upaja):
| Motywem stojącym za tym jest zaprezentowanie usunięcia trucizny chwytania się wewnętrznych i zewnętrznych formacji (tłum. dualizmu i konceptualizmu), dzięki zrozumieniu płynącemu ze współzależnego powstawania i logicznego rozumowania, jako tylko narzędzi w posługiwaniu się zręczną iluzją, czyli prawdą konwencjonalną. Z tego powodu swatantrika oryginalnie w Indiach zwana była doktryną „Madhajamaki, która ustanawia iluzję poprzez rozumowanie”. |

Znaczenie soteriologiczne prawdy konwencjonalnej jest więc w madhjamace niezaprzeczalne. Można wyrazić to uproszczeniem: „wydające się” wydaje się coraz mniej, prowadząc jednak we właściwym kierunku, aż do stanu buddy. Madhjamika Czandrakirti w „Wykładni Środkowej Drogi” (sanskryt: Madhyamakavatara) oznajmia:
| Prawda konwencjonalna jest metodą. Prawda ostateczna jest tym, co wyłania się z (tej) metody. Ci co nie wiedzą jak rozróżniać między tymi dwiema (prawdami). Popadną, z powodu niewłaściwego rozumowania, w poślednie ścieżki. |

Szczegółowe podejście rozpatrywane jest w doktrynie jogaczara. Jogaczara wyodrębnia (1) aspekt wyobrażony - odnoszący się do stanów konceptualnych przypisywanych na dualistyczne postrzeganie subiekt-obiekt, (2) aspekt zależny - odnoszący się do dualistycznych stanów subiekt-obiekt, (3) aspekt doskonale obecny - odnoszący do natury buddy poza wszelkimi stanami dualistycznymi i konceptualnymi. Aspekty wyobrażony i zależny odnoszą się do poziomu konwencjonalnego. Aspekt doskonale obecny odnosi się do poziomu ostatecznego. Poziom konwencjonalny to umysł, który dzieli się na osiem aspektów: sześć świadomości zmysłów (tj. widzenia, słyszenia, smakowania, wąchania, dotykania i myślenia), świadomość bezpośrednia kleśa, świadomość alajawidżniana wszechpodstawy. Poziom ostateczny, poza tym umysłem, należy natomiast zrealizować jako trzy ciała Buddy, w miarę tego jak stopniowo będzie się przekraczać świadomości na odpowiadające im kaje (tłum. ciała) Buddy.
Tradycyjnie proces ten opisany jest przykładem leczenia katarakty (alegorią do niewiedzy):
| Aspekt wyobrażony (1) jest niczym konceptualne przekonania pacjenta, że omamy spowodowane kataraktą to różne widziane obiekty, np. opadające włosy. Aspekt zależny (2) to niczym stan samego procesu subiektywnego widzenia przez pacjenta tych omamów. Aspekt doskonale obecny (3) jest niczym stan pacjenta po jego wyleczeniu, w którym nie ma żadnych koncepcji na temat opadających włosów dlatego, że proces widzenia omamów już się nie wydarza. W tym stanie po uzdrowieniu nie będzie natomiast już żadnych punktów odniesienia czy dualistycznych podziałów. Żadnej niewiedzy. Kompletnie żadnych podziałów pomiędzy dharmadhatu Buddy i dharmadhatu pacjenta. Inaczej mówiąc, będą to trzy kaje Buddy. Proces leczenia zdawał się wcześniej być, niczym tylko zręczna iluzja (sansary). Koniecznym było radzić pacjentowi, że opadające włosy są i należy je mu usunąć. Niczym „Wszystko-spełniający Klejnot”... |

Trzy aspekty nie są trzema oddzielnymi ontologicznymi „bytami”. Nie jest tak, że wyjmując aspekt wyobrażony (1) od aspektu zależnego (2) osiągamy aspekt doskonale obecny (3), tak jak zarzuca się doktrynie czittamatry.
Jogaczara naucza o aspekcie zależnym jako dynamicznym procesie porzucania iluzji jedynie. Ma to status soteriologiczny: Aspekt zależny (2) odpowiedzialny jest za kontynuację doświadczania, które z nieoczyszczonego od aspektu wyobrażonego dociera do aspektu doskonale obecnego poza wszelką iluzją. Od początku tego procesu coraz bardziej jest się obecnym swojej prawdziwej natury, natury Buddy.
| Siunjata (brak tożsamości „ja” i zjawisk) jest po prostu innym określeniem podejścia do procesu leczenia naszych subiektywnych odniesień do wyobrażonych tożsamości. Tak długo, jak jest błędne widzenie obiektów, również jest i subiektywny proces. Poprzez zrealizowanie, że obiekty są wyobrażone, subiektywny proces naturalnie ustaje. Z drugiej strony, jeśli obiekty miałyby naprawdę istnieć, niemożliwym by było ich usunięcie. |

Trzeci karmapa Rangdziung Dordże (1284–1339) uzupełnia to, używając traktatu „Pochwała dharmadhatu” (sanskryt. Dharmadhātustava) autorstwa Nagardżuny:
| Takowoż, kiedy wszelkie tymczasowe zasłony (niewiedzy) - ściślej definiując my sami jako „czujące istoty” - będziemy nieobecnymi, jest tylko kwestia formalną czy „nasze” dharmadhatu (natura buddy) i „cała reszta” dharmadhatu (czyli natura buddy wszystkich buddów) są tym samym czy różnią się, ponieważ to co nazywane jest „czującą istotą” jest niczym innym jak tym właśnie błędem samym w sobie, co czyni takie rozróżnienia. |

Innymi słowy oznacza to, że natura Buddy ze wszystkimi doskonałymi cechami jest wrodzona naturalnie wszystkim „czującym istotom”. Główny traktat jogaczary o naturze Buddy, „Mahayana Uttaratantra Shastra”, opisuje to następująco:
| Doskonała kaja Buddy (sanskryt buddhakaya) jest wszystko obejmująca. (Owa) Takość jest poza wszelkimi podziałami. Wszystkie czujące istoty mają tę sposobność. Ponieważ one mają zawsze naturę Buddy. Budda powiedział: wszystkie istoty mają naturę Buddy „ze względu na obecność mądrości zawsze wrodzonej czującym istotom, ze względu na niesplamioną naturę poza dualizmem (subiekt-obiekt), ze względu na rezultat stanu Buddy” |

## Zrealizowanie trzech ciał Buddy w buddyzmie tybetańskim
Tantry jogi najwyższej to szczególne metody, które umożliwiają praktykującemu przebywanie w stanie natury umysłu zwanym „Przejrzyste Światło”. Przebywa się w nim za życia podczas medytacji i podczas procesu snu. Jest wtedy stanem, gdy osiągnie się rozpuszczenie wszystkich subtelnych wiatrów (sanskryt. prana) swego ciała w czasie fazy dzokrim (Wylie. rdzogs rim) i stanem z którego następnie powstaje Ciało Iluzoryczne (Wylie. sgyu-lus).
Jeżeli przebywanie w „Przejrzystym Świetle” można będzie kontynuować pod koniec naturalnego procesu własnej śmierci, co po tybetańsku nazywać się będzie tukdam (wylie. thugs dam), to w zamian formowania się stanu przejściowego bardo stawania się (Wylie. Sidpai bardo) nastąpi formowanie się tantrycznego „Iluzorycznego Ciała” (Wylie. sgyu-lus), „ciała” z którego następnie może być wybrane „Ciało Emanacji” (tulku, Wylie. sprul sku). Tantrycznie transformowane jest w ten sposób tworzenie się własnej samsary w tworzenie się trzech ciał Buddy odpowiadających mahajanie, odpowiednio dharmakai, sambhogakai i nirmanakai. Powszechnie znanymi postaciami tulku w buddyzmie są dalajlamowie i karmapowie.
Buddyzm tybetański zawiera również dzogczen. W dzogczen stan oświecenia to stan „pierwotnego buddy” nazywanego Samantabhadrą (tyb. ཀུན་ཏུ་བཟང་པོ, Wylie. Kun-tu bzang-po). Stan ten według nauk nintik (Wylie. sNying thig) odpowiada „trzech ciałom Buddy” w rigpie: pierwotnie czystej (Wylie. Ka-dak) Esencji (Wylie. Ngo-bo), spontanicznie zrealizowanej (Wylie. Lhun-Grub) Naturze (Wylie. Rang bZhin), wszechobecnej mocy (Wylie. Rtsal) Współczucia (Wylie. Thugs rje) dla nieprzebranych manifestacji. Padmasambhawa opisuje to tak:
| W rigpie trzy kaje są nierozdzielne i w pełni obecne jak jedna: pusta, przez nikogo niestworzona - jest więc dharmakają, jej świetlista jasność reprezentuje właściwą pustce przejrzystą promienność - jest więc sambhogakają, jej pojawianiu się nic nie może przeszkodzić - jest więc nirmanakają. |

Możliwości zrealizowania dzogczen trzech ciał Buddy za życia można opisać następująco:
do stanu „pierwotnego buddy” powraca się za życia w trekciö poprzez rozpoznanie pierwotnej czystości (Wylie. ka-dak) lub w tögal poprzez następujące Cztery Wizje (Wylie. snang ba bzhi) spontanicznego zrealizowania (Wylie. lhun-grub) trzech ciał Buddy: 1) Bezpośrednie zrealizowanie dharmaty samej w sobie (Wylie. Chos-nyid mngon sum) otwiera wrota do czystych krain, tzn. pozostałych wizji; 2) Powiększające się doświadczenie (Wylie. Nyams gong ‘phel ba) odsłania wizję nirmanakaji; 3) Rigpa osiąga pełną dojrzałość (Wylie. Rig-pa tshad phebs) odsłaniając wizję sambhogakaji; 4) Wyczerpanie wszystkich zjawisk dharmaty (Wylie. Chos-nyid du ‘dzin pa tsam yang zad pa), gdzie rozpuszcza się samo w sobie skupienie na dharmacie, odsłania wizję dharmakai, aż do stanu „pierwotnego buddy”.
Możliwości zrealizowania dzogczen trzech ciał Buddy zgodnie z procesem umierania, bardo i odrodzenia, można opisać następująco:
| Ci spośród praktykujących dzogczen, którzy nie urzeczywistnili dharmakai dzięki praktyce trekciö ze stanu procesu umierania, lub nie urzeczywistnili sambhogakai na drodze praktyki tögal ze stanu pośredniego bardo dharmaty (Wylie. Chos-nyid Bar-do), mają możliwość osiągnięcia nirmanakai ze stanu pośredniego bardo stawania się (Wylie. Srid-pa’i Bar-do). |